# Lubian
Lubian (niem. Groß Lauben) – wieś w Polsce położona w województwie warmińsko-mazurskim, w powiecie ostródzkim, w gminie Grunwald. W latach 1975–1998 miejscowość administracyjnie należała do województwa olsztyńskiego.
W 1974 r. wieś Lubinan należała do sołectwa Góry Lubiańskie, gmina Grunwald.